# الحدبة (الريدة)

'

تعديل مصدري - تعديل

الحدبة هي إحدى قرى عزلة الريدة وقصيعر بمديرية الريدة وقصيعر التابعة لمحافظة حضرموت، بلغ تعداد سكانها 431 نسمة حسب تعداد اليمن لعام 2004.